# San Giovanni in Fiore
San Giovanni in Fiore ist ein Ort in der Provinz Cosenza in der italienischen Region Kalabrien mit 15.710 Einwohnern (Stand 31. Dezember 2023).
San Giovanni in Fiore liegt 62 km östlich von Cosenza. Bekannt ist der Ort, der in der bewaldeten Hochebene und Bergregion der Sila links am Fluss Neto liegt, als Landwirtschaftszentrum und für seine kunstvollen Webarbeiten. San Giovanni in Fiore hatte einen Bahnhof an der früheren Bahnstrecke Pedace–San Giovanni in Fiore.
Die Nachbargemeinden sind Aprigliano, Bocchigliero, Caccuri (KR), Casali del Manco, Castelsilano (KR), Cotronei (KR), Longobucco, Savelli (KR), Taverna (CZ).

## Geschichte

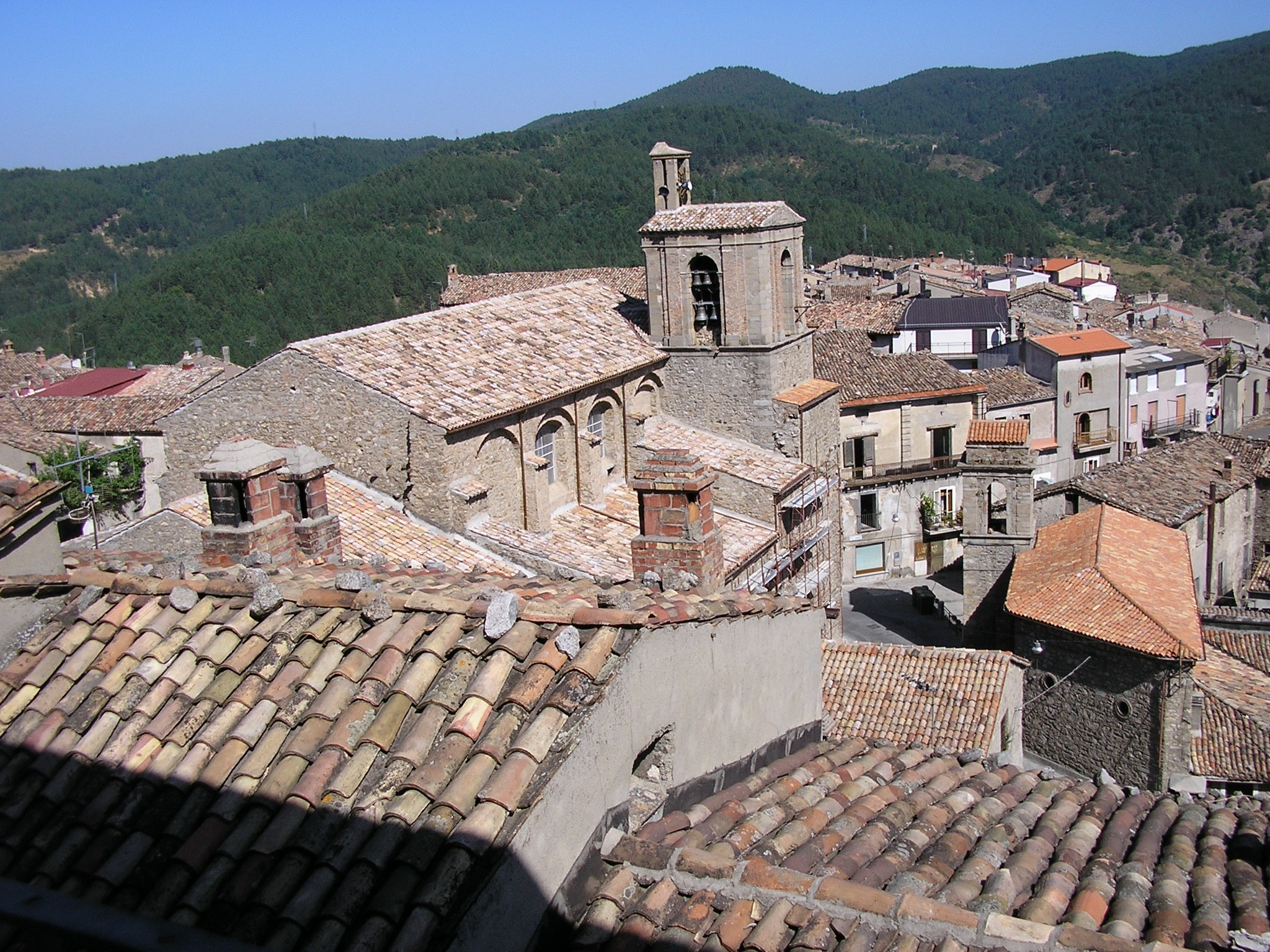
Chiesa San Giovanni in Canolo

Der Name und die Entstehung des Ortes gehen zurück auf Joachim von Fiore (italienisch: Gioacchino da Fiore), der Ende des 12. Jahrhunderts hier ein Kloster gründete, um das sich der Ort entwickelte. Die Abtei des Klosters beherbergt heute ein Museum, das die Geschichte, die landwirtschaftlichen Arbeitsformen und die Traditionen der Umgebung dokumentiert.    
1911 hatte die Società italiana strade ferrate del Mediterraneo das Projekt einer Schmalspurbahn Cosenza–Crotone in Auftrag gegeben. 1922 konnte ein erstes kurzes Stück in Betrieb gehen. 1931 erreichte die Eisenbahn den Kulminationspunkt Camigliatello Silano auf 1272 Meter über Meer. Erst 1949 wurde weitergebaut, und 1956 wurde Kilometer 67 erbaut, San Giovanni in Fiore Stazione, die vorläufige Endstation. 1997 wurde der Bahnbetrieb bereits wieder eingestellt.
In der ersten Hälfte des 20. Jahrhunderts stieg die Wohnbevölkerung der Stadt von 16.000 auf 18.000 Personen, ein Grund war die Errichtung zweier Staudämme, des Lago Arvo und des Lago Ampollino, auf der Sila-Hochebene in den 1920er Jahren. Nach dem Zweiten Weltkrieg nahm die Bevölkerung wieder ab, da viele Arbeitssuchende emigrierten. Der Wohnraum nahm jedoch gleichzeitig zu, weil viele Gastarbeiter mit dem im Ausland verdienten Geld Zuhause ein Haus erbaut hatten. 2001 hätte die Stadt Kapazität für etwa 60.000 Bewohner gehabt. 2001 waren 6157 Einheimische im Ausland wohnend gemeldet, davon 2012 in der Schweiz; 5513 waren als Arbeitslose gemeldet.

## Im Ort geboren
- Gaspare Oliverio (1887–1956), Archäologe